# Ringpartnerschaft
Eine Ringpartnerschaft ist eine Form der Städtepartnerschaft, in denen alle Beteiligten untereinander ein Partnerschaftsabkommen geschlossen haben. Daher besteht eine Ringpartnerschaft immer aus mindestens drei Kommunen, die folglich untereinander entsprechend mindestens drei Beziehungen pflegen.
Ringpartnerschaften können durch formellen Beschluss mehrerer Partner zustande kommen oder sich mit der Zeit bilden, wenn der Kontakt zwischen ihren Repräsentanten über die Jahre intensiver wird. Auch ein Beitritt neuer Partner in eine bereits bestehende Ringpartnerschaft ist möglich. Außerhalb dieser pflegen die beteiligten Städte oft weitere, individuelle Städtepartnerschaften. Zwar existiert keine feste Obergrenze für die Anzahl der Teilnehmer, jedoch wächst die Anzahl der insgesamt entstehenden Beziehungen überproportional. Bisher existiert keine Ringpartnerschaft mit mehr als sieben Partnern.
Die erste Ringpartnerschaft wurde 1958 zwischen den Städten Köln, Lille (Frankreich), Esch-sur-Alzette (Luxemburg), Lüttich (Belgien), Rotterdam (Niederlande) und Turin (Italien) geschlossen, 1983 nochmals bekräftigt, hat diese bis heute Bestand. Sie erfolgte unmittelbar nach Gründung der EWG und wurde im Geiste der europäischen Einigung ins Leben gerufen: Die beteiligten Städte verkörpern die sechs Gründungsmitglieder – eine bis heute einmalige Konstellation. Im Jahre 1959 folgte die zweite Ringpartnerschaft, der Groß-Gerau, Brignoles (Frankreich), Tielt (Belgien) und Bruneck (Italien) beitraten. 2000 wurde mit Szamotuły (Polen) ein fünftes Mitglied aufgenommen.
Die Ringpartnerschaft zwischen Bad Soden am Taunus, Rueil-Malmaison (Frankreich) und Kitzbühel (Österreich) erfolgte ohne Gründungsakt, sondern kam erst zustande, als Rueil-Malmaison und Kitzbühel untereinander ebenfalls eine Städtepartnerschaft schlossen.
Insgesamt sind Ringpartnerschaften eine recht seltene Erscheinung, da zu deren Zustandekommen ein hohes Maß an Kooperation, Engagement und gegenseitiger Affinität vorhanden sein muss. Die Auswahl an Partnern ist zudem gering, da viele Städte bereits langjährige Partnerschaften pflegen und selten dazu bereit sind, mehr als eine Partnerstadt pro Land zu wählen. Lüttich hält beispielsweise seit 1958 zwei Beziehungen zu niederländischen Städten, denn 1955 war bereits eine Partnerschaft mit Maastricht geschlossen worden. In Deutschland sind derzeit folgende Konstellationen zustande gekommen:
- Köln – Lille – Esch-sur-Alzette – Lüttich – Turin – Rotterdam[1]
- Groß-Gerau – Brignoles – Tielt – Bruneck – Szamotuły
- Bad Soden – Rueil-Malmaison – Kitzbühel
- Velbert – Châtellerault – Corby
- Osnabrück – Angers – Haarlem
- Wertheim – Huntingdon (Vereinigtes Königreich) – Szentendre (Ungarn). Diese Ringpartnerschaft könnte sich zu einem Sonderfall entwickeln, da die französische Partnerstadt von Wertheim, Salon-de-Provence, bereits intensive Kontakte nach Ungarn pflegt. Sollte hieraus eine Städtepartnerschaft entstehen, ohne dass sich Salon-de-Provence und Huntingdon ebenfalls verschwistern, läge erstmals eine "unvollständige" Ringpartnerschaft vor.
- Grebenstein – Lezoux (Frankreich) – Sarsina (Italien) – Lopik (Niederlande)
- Amöneburg – Château-Garnier (Frankreich) – Tuoro sul Trasimeno (Italien) – Tragwein (Österreich) (1996 1. Europäische Ringpartnerschaft unter vier Gemeinden)
- Hemmoor – Couhé (Frankreich) – Swaffham (Vereinigtes Königreich)
- Hürth – Spijkenisse (Niederlande) – Thetford (Vereinigtes Königreich)
- Esslingen am Neckar – Vienne (Frankreich) – Udine (Italien) – Velenje (Slowenien) – Piotrków Trybunalski (Polen). Der große Einsatz auf Seiten der Stadt Esslingen war mitentscheidend dafür, dass ihr vom Europarat die Europaplakette verliehen wurde.
- Bergisch Gladbach – Bourgoin-Jallieu (Frankreich) – Luton (Großbritannien) – Velsen (Niederlande). Die Ringpartnerschaft entstand 1956 anlässlich des 100sten Geburtstags der Stadtrechtsverleihung.[2]
- Bad Brückenau – Ancenis – Kirkham
- Hofheim am Taunus – Chinon – Tiverton
- Melsungen - Dreux - Todi - Evesham - Koudougou